# Ib (Computerspiel)
Ib (イヴ Ivu) ist ein Adventure-Horrorspiel für Windows-Geräte des Entwicklers kouri, das am 27. Februar 2012 als Freeware auf seiner eigenen Website veröffentlicht und bis Juni 2014 aktualisiert wurde. Im Spiel steuert der Spieler die namensgebende Figur durch eine Galerie, in der sie gefangen ist und nach einem Ausweg sucht. Im Laufe der Geschichte schließen sich ihr die ebenfalls gefangenen Figuren Garry und Mary an. Ziel ist es, aus dem Museum zu entkommen.
Ib ist das Debütspiel des Entwicklers kouri, der das Spiel mithilfe der Spiel-Engine RPG Maker 2000 programmierte. Zwischen 2022 und 2024 erschien ein Remake des Originalspiels mit verbesserter Grafik, verbesserter Spielemechanik und neuer Musik durch den Publisher Playism auf verschiedenen Spielekonsolen.
Das Spiel wird in der Szene als Kultklassiker bezeichnet und zählt zu den einflussreichen Titeln unter den Independent-Horror-Adventure-Spielen. Nach seiner Veröffentlichung im Jahr 2012 avancierte Ib zu einem medialen Erfolg und erlangte in Japan aber auch international einen gewissen Bekanntheitsgrad. Das Remake wurde von der Fachpresse positiv wahrgenommen.

## Gameplay
Ib ist ein Einzelspieler-Adventure-Horrorspiel. Der Spieler steuert den titelgebenden Charakter durch eine surreale Kunstgalerie, aus der man entkommen muss. Die Spielmechanik umfasst das Erkunden und Interagieren mit Objekten in der Spielewelt, das Sammeln von Gegenständen und das Lösen von Rätseln.
Im Spiel gibt es Gegner, aber kein Kampfsystem. Anstatt die Monster zu bekämpfen, ist es Ziel, diesen zu entkommen. Wird die Figur gefangen, verliert diese Gesundheit. Diese wird im Spiel durch Rosenblätter angezeigt.
Ib ist eine stille Protagonistin und die Dialoge zwischen den Charakteren sind spärlich gehalten. Das Gameplay ist nicht-linear. Je nach unterschiedlichen Entscheidungen, die der Spieler im Verlauf des Spiels trifft, können am Ende verschiedene Enden erreicht werden.
Die Perspektive ist, wie für 2D-Spiele üblich, eine Draufsicht.

## Handlung
Ib, ein junges Mädchen, und ihre Eltern besuchen eine Kunstgalerie. Als sie von ihnen getrennt wird und die Galerie allein erkundet, sieht sie ein mysteriöse Bild. Kurz darauf gibt es einen Stromausfall und alle Besucher sind verschwunden. Geleitet von Farbspritzern findet sie sich vor einem anderen seltsamen Bild wieder und wird in dieses hineingelockt, woraufhin sie scheinbar in einer anderen Welt erwacht.
Während sie sich einen Weg durch diese surreale Welt bahnt, die einem Kunstmuseum gleicht, trifft sie auf einen anderen Menschen, der ohnmächtig am Boden liegt. Nachdem sie ihm helfen kann, stellt die Person sich als Garry vor. In einer Unterhaltung stellen sie fest, dass sie beide auf ähnliche Weise an diesen Ort gelangt sind. Sie beschließen, gemeinsam einen Ausweg aus ihrer Situation zu finden und aus dieser Parallelwelt zu entkommen.
Im weiteren Verlauf des Spiels treffen die beiden auf Mary, ein exzentrisches Mädchen ungefähr in Ibs Alter, die sich der Gruppe anschließt. Kurz darauf wird die Gruppe durch einen Wall von Dornenranken voneinander getrennt, sodass Garry auf sich allein gestellt ist. Ab diesem Moment versuchen Gary und Ib, einen Weg zu finden, um wieder zueinanderzustoßen. In Folge der Ereignisse findet Garry heraus, dass Mary in Wahrheit ein Bild und somit ihre Feindin ist. Als Garry zu den beiden aufschließen kann, wird Mary feindselig, kann aber von Ib und Garry außer Gefecht gesetzt werden.
Ab diesem Punkt entscheiden die Handlungen des Spielers maßgeblich über den Ausgang des Spiels. Während Ib und Garry ein weiteres Bild erkunden, kann es passieren, das Garry stirbt oder wahnsinnig wird. Letzteres führt zu einem sofortigen Game-Over. Der Spieler findet schließlich Marys Bild, das verbrannt werden muss, um diese zu besiegen. Ein Scheitern des Vorhabens führt dazu, dass Mary Ib in die reale Welt folgt und von Ibs Eltern als zweites Kind erkannt wird. Ist das Vorhaben erfolgreich gelangt Ib in ihre Welt zurück. Sofern Garry überlebt, verliert er entweder jegliche Erinnerungen an die Geschehnisse und verlässt die Galerie oder er erinnert sich an die Vorfälle und verspricht Ib, das sie sich eines Tages wiedersehen.

## Entwicklung und Veröffentlichung
Entwickelt wurde Ib vom japanischen Indie-Game-Entwickler kouri zu dem kaum etwas bekannt ist. Das Spiel entstand mithilfe der Spiel-Engine RPG Maker 2000 und wurde zunächst als Freeware auf der Webseite von kouri selbst veröffentlicht. Bis Juni 2014 erhielt das Spiel Aktualisierungen und endete mit der Version 1.07, welches das finale Spiel darstellt. Ib stellte kouris erste Erfahrungen im Bereich der Spieleentwicklung dar. Er wählte als Kulisse eine Kunstgalerie, weil er dieses als einfaches Setting beschrieb. Das Horrorgenre wählte er, weil er fälschlicherweise dachte, dass dieses Genre für ihn niemals langweilig würde.
Im November 2019 starteten die Arbeiten an der Entwicklung eines Remakes. Laut kouri wurde dies aufgrund der großen Nachfrage außerhalb Japans notwendig. Auch sein Wunsch, das Spiel auf den Stand modernerer Standards zu bringen spielten bei der Entscheidung, ein Remake zu entwickeln, eine Rolle. Die Remakeversion wurde mit der Spiel-Engine RPG Maker MV realisiert. Das Remake enthält eine verbesserte Grafik und Spielmechinake sowie einen remasteredten Soundtrack. Anders als die Erstversion des Spiels ist das Remake keine Freeware, sondern wurde vom Spieleverleger Playism am 11. April 2022 zunächst auf Steam veröffentlicht. Eine Veröffentlichung für die Nintendo Switch erfolgte am 9. März 2023. Im Mai gleichen Jahres erhielt Ib eine offizielle englischsprachige Lokalisierung. Eine Portierung des Spiels für die PlayStation 4 und PlayStation 5 kam am 14. März 2024 auf den Markt.

## Rezeption

### Downloadzahlen
Als Ib als Freeware-Spiel veröffentlicht wurde, wurde es in Japan innerhalb der ersten Jahre etwas mehr als eine Million Mal heruntergeladen. Nachdem es eine englischsprachige Übersetzung erhielt, zeichnete sich überraschenderweise ein ähnliches Ereignis außerhalb Japans ab.

### Wertungsaggregationen
Bei Metacritic erhielt die Remakeversion des Spiels für die Nintendo Switch eine durchschnittliche Bewertung von 82 Punkten basierend auf elf Kritiken. Bei OpenCritic befanden 89 % der zehn gewerteten Bewertungen das Spiel gut.

### Besprechungen
Ib gilt in Fachkreisen als ein Kultklassiker der Indie-Adventure-Horror-Gameszene und zählt zu den einflussreichen Titeln des Genres. Kritiker verglichen das Spiel mit beliebten älteren Werken des Genres wie Yume Nikki, Corpse Party und beschreiben, dass Einflüsse des Spiels in neueren Adventure-Horrorspielen wie etwa in The Witch’s House erkennbar seien.
Die Kritiker identifizierten die Atmosphäre des Spiels als Hauptreiz. Joe DeVader von Nintendo World Report bezeichnete Ib als „wirklich gruselig“ und „wenig einladend“. Dabei lobte er die Nutzung der Stille und die plötzlichen Geräusche, die den Spieler überraschen. Des Miller erkannte in seiner Spielekritik Einflüsse von Carrolls Alice im Wunderland, wobei er die Welt in Ib als „düsterer, klaustrophobisch und tödlicher“ beschreibt, als die in der Alice gelangt sei. Im japanischen Famitsu wurde die Atmosphäre des Spiels unter anderem als „süß und doch grausam“  bzw. als „kühl aber nicht unbedingt angsteinflößend“ beschrieben.
Auch hoben Kritiker die Einfachheit des Spiels sowie die kurze Spieldauer hervor. Miller bezeichnete diese als wichtige Bestandteile, die zum Charme und Anziehung des Spiels beitragen. Shaun Musgrave stimmte dem in seiner Besprechung für Touch Arcade zu und umschrieb Ib als ein „sehr einfaches Spiel… mit sehr viel Herz.“ Marco Perri von Multiplayer.it widersprach dem und bezeichnete die als „extrem“ empfundene Einfachheit des Spiels als zu viel des Guten. Umgekehrt wurden manche Spielelemente als übertrieben komplex bezeichnet. So schrieb Miller, dass das Erreichen mancher Enden des Spiels ohne externe Anleitung kaum freizuschalten seien. Musgrave und DeVadder sind sich in ihren Rezensionen einig, dass Ib alles in allem gut designed wurde, sich aber mindestens ein Rätsel zu sehr auf Trial-and-Error verlasse.